# Мазінов Мансур Мустафаєвич
Мансур Мустафаевич Мазінов (25 вересня 1906, Гурзуф, Таврійська губернія — 11 березня 1983, Казахська РСР) — радянський військовий льотчик, учасник Другої світової війни. Перший кримськотатарський льотчик.

## Біографія
Мансур Мазінов народився в 1906 році в Гурзуфі. Кримський татарин. Його авіаційна кар'єра почалася в Сімферополі, коли в 1930 році він поступив на перший набір школи пілотів імені ЦВК Кримської АРСР. З 1932 року він вже сам навчав літати інших пілотів, працюючи інструктором в авіашколах Сімферополя, Ульяновська та Саратова.
Під час Німецько-радянської війни в 1941 році був призваний у Червону армію Сімферопольським міським військкоматом. Був пілотом транспортної авіації, служив у 147-му авіаполку 1-ї повітряної армії. З лютого 1942 року перебував на передовій (Калінінський фронт). Здійснював польоти до партизанів в обложений Ленінград. Літав на літаках Р-5, УТ-2, По-2.
Мазінов був двічі нагороджений орденами Червоного Прапора, Вітчизняної війни II ступеня, медалями «За перемогу над Німеччиною у Великій Вітчизняній війні 1941—1945 рр.», «За взяття Кенігсберга».
Завершив війну у званні капітана на посаді заступника командира авіаескадрильї 142-го транспортного авіаційного Істенбурзького полку.
Після закінчення війни Мазінов служив У Старобільській школі пілотів, а потім в 1952 році очолив аеродром в Павлодарі, Казахська РСР. Дослужився до майора.